# Мария Кон
Мария Кон (на хърватски: Marija Kohn, (1934 – 2018) е хърватска филмова, театрална и телевизионна актриса.

## Биография
Родена е на 7 август 1934 г. на остров Лопуд. Когато Мария била дете, майка ѝ Франка открито заявявала:
| „ | Моята Мария ще стане актриса. | “ |

И по-късно тя става една от най-големите легенди на хърватския театър, макар да не е ясно как се заражда тази идея, имайки предвид трудните следвоенни времена и малкия остров, на който живеели. Баща ѝ Антун, моряк (капитан) по професия, заминава и така и не се завръща. След известно време става ясно, че се е оженил за една корчуланка и с нея имат три дъщери. Въпреки всичко тя прекарва щастливо и безгрижно детство.
Когато майка ѝ умира от туберкулоза, баба ѝ (Мария Перинич или Велика, както я наричала) е тази, която се опитва да облекчи преждевременната загуба с любящите си грижи. Това е и причината актрисата да е силно свързана с родния остров, където всяко лято търси спокойствие от забързаното ежедневие и суматохата в столицата Загреб.
Заради нейните впечатляващи интерпретации на образите от дубровнишкото театрално наследство, оживяващи на Дубровнишкия летен фестивал, с умиление е наричана „нашата Маре“. Публиката в същия град я помни с ролите на убедителната слугиня Омакала от пиесата „Грижула“ на Марин Държич, Йеле от пиесата на Иво Войнович „Равноденствие“ (1895), роли в „Дубровнишка трилогия“ на същия драматург, „Чичо Марое“ на Държич и др. По-нататъшната ѝ роля на Рожа в пиесата и филма „Господар на своето тяло“ я прави известна сред по-широка публика в бивша Югославия. Оттогава насам ролите ѝ не остават незапомнени и е удостоявана с редица награди.
Споделя, че макар и нечестен с нея, животът я е направил боец, а трудностите, пред които е трябвало да се изправи като по-малка, я правят мъдър, но и добър човек. За себе си казва още:
| „ | Страдала съм много в живота си, но се научих, че нещата трябва да бъдат приемани такива, каквито са, също и че трябва да се открие частицата, която осъществява баланса между доброто и злото. Винаги съм харесвала да се шегувам и смея. Смехът е съществена част от мен. В живота се случват и грозни неща, но те идват и си заминават, като с годините осъзнаваме дадената ни присъда да носим бремето на живота, но и възможността да се борим, подпомогнати от работата ни и смеха. | “ |

Тя е сред първите хърватски актьори записали аудиовизуални книги за незрящи хора.